# اچ‌دی ۷۵۰۶۳
اچ‌دی ۷۵۰۶۳ یک ستاره است که در صورت فلکی بادبان قرار دارد.
اچ‌دی ۷۵۰۶۳ یک ستاره غول سفید کلاس A با قدر ظاهری ۳٫۸۷+ است. فاصلهٔ تقریبی این ستاره از زمین در حدود ۱۵۰۰ سال نوری است.